# Садр, Шади

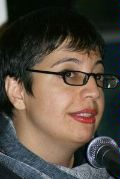

Шади Садр (оригин.شادی صدر, род. 1974) — иранский адвокат, правозащитница, журналистка. Садр специализируется в области права и политологии и имеет степень магистра Тегеранского университета (1999). Она также является главным редактором веб-сайта «Женщины в Иране», основателем и директором «Raahi» — центра юридической помощи для женщин.

## Деятельность
Карьера журналистки Шади Садр началась в возрасте 15 лет, когда она выиграла конкурс в молодёжном журнале, «Sorush-e-Nojavan». «Я не выбирала журналистику, она выбрала меня», — говорила Садр.
Центр «Raahi» был закрыт иранскими властями в 2007 году во время волны репрессий против общества. Шади Садр поддерживала акции, такие как «Stop Stoning Forever» в Иране, а также Глобальную кампанию по прекращению казни, инициированную женщинами, живущими в соответствии с мусульманскими законами (WLUML).
Она получила несколько наград, таких как награду «Ида Б Уэллс» за храбрость в журналистике, премию «Alexander Prize» Юридической школы Университета Санта-Клары и премию «Женщины мужества» Государственного департамента. В июле 2010 года Шади Садр учредила новый проект «Правосудие для Ирана», организованный WLUML, где пропагандируют и защищают права женщин в условиях всё более дискриминационной среды в Иране и рассматривают проблему безнаказанности за сексуальное насилие в отношении женщин со стороны иранского государства. 
В декабре 2003 года после землетрясения в иранском городе Бам, Шади Садр с группой иранских женщин организовали работу по оказанию помощи по сбору продовольствия и предметов для женщин и детей в разгромленном южном городе Ирана. В этом же году Садр и некоторые её коллеги написали в интернете открытое письмо президенту Ирана, опровергающее доклад правительства Ирана в ООН о приютах. После того, как письмо появилось на сайте, правительство обязалось создать приюты для женщин.

## Аресты
В 2007 году она входила группу из 33 женщин, которые вышли на протест против судебного процесса. Она была арестована на 2 недели, избита и заключена в тюрьму в Иране. В июле 2009 года её снова арестовали на 11 дней, а затем выпустили, что позволило ей бежать в Европу. 17 мая 2010 года Садр была заочно осуждена в Тегеранском суде «в отношении национальной безопасности и нанесения ущерба общественному порядку» и была приговорена к шести годам лишения свободы с 74 ударами плетью.

## Награды
- «Ida B. Wells» за храбрость в журналистике,
- «Alexander Prize» Юридической школы Университета Санта-Клары,2010
- «Женщины мужества» Государственного департамента Ирана.
- «the Polish Lech Walesa Prize», 2009 сентябрь

## Фильмы
- Зелёная война (2010, Германия)